# Église de la Sainte-Résurrection de Mbabane
L'église de la Sainte-Résurrection est un édifice religieux de l'Église apostolique arménienne située à Pine Valley, à Mbabane en Eswatini.

## Histoire
Krikor Der Balian (né en 1914 à Gaziantep), survivant du génocide arménien, émigre au Caire, puis au Soudan puis en Afrique du Sud où il fait carrière. À la retraite, il s'établit à Pine Valley, Mbabane, en Eswatini sur un terrain de 2 hectares sur lequel il fait construire cette petite église à partir de 1985,. La construction se termine en 1989.
Le 13 janvier 2016, le roi Mswati III officialise le transfert de l'église à la responsabilité du Catholicossat de tous les Arméniens basé à Etchmiadzin,.
En 2016, la communauté arménienne fréquentant le lieu est composée de huit personnes.

## Description
Deux coupoles sont placées de part et d'autre de l'édifice,.